# Zygophylax armata
Zygophylax armata is een hydroïdpoliep uit de familie Lafoeidae. De poliep komt uit het geslacht Zygophylax.